# Parafia św. Jadwigi Śląskiej w Mądrem
Parafia Świętej Jadwigi Śląskiej w Mądrem – parafia rzymskokatolicka, znajdująca się w archidiecezji poznańskiej, w dekanacie średzkim. 